# Huile de lubrification
Ne doit pas être confondu avec Huile.

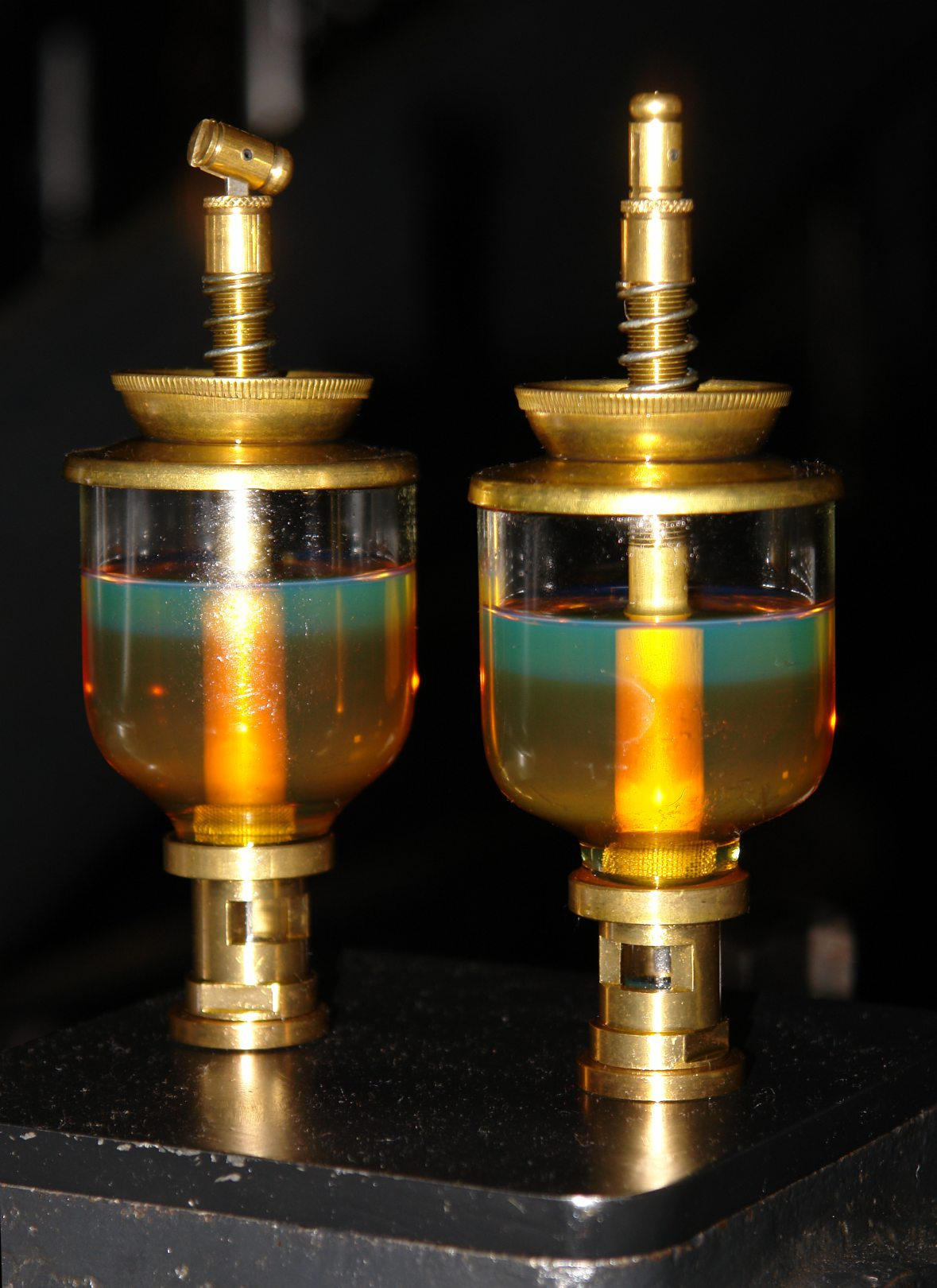
Huile de lubrification dans un moteur à piston

Une huile de lubrification est un liquide plus ou moins visqueux utilisé comme lubrifiant. 
Un lubrifiant a pour fonction de réduire les frottements entre des éléments en mouvement les uns contre les autres comme des engrenages, roulements, culbuteurs. Les lubrifiants sont spécifiques, en fonction des éléments à lubrifier, des types de moteur et des matériaux concernés. Les huiles moteur et de transmission s'usant, nécessitent un renouvellement par périodes définies par les constructeurs (vidange).

## Huile moteur
Tout véhicule à moteur, tel que voiture, engin de chantier ou camion nécessite une huile minérale dite « huile moteur ». L'huile minérale est un produit ayant trois fonctions principales :
1. Réduire la friction entre les différents éléments mécaniques ;
2. Dissiper la chaleur dans le moteur ;
3. Nettoyer et protéger les éléments du moteur

Il existe deux types d'huiles moteur : les huiles monogrades et les huiles multigrades qui sont adaptées à toutes les conditions.
L'huile monograde donne exclusivement une information d'indice de viscosité à chaud. Tandis qu'une multigrade, par exemple une huile moteur « 5W40 », indique un indice de viscosité de 5 à froid et de 40 à chaud.

## Huile de transmission
L’huile de transmission qui dispose de viscosités variables permet de lubrifier deux éléments mécaniques comme la boîte de vitesses et le différentiel.

## Huile hydraulique
L’huile hydraulique est une huile minérale incompressible qui permet de transmettre l’énergie de la pompe hydraulique aux récepteurs en lubrifiant les vérins et les distributeurs en protégeant le matériel concerné contre la corrosion.
Elle est utilisée dans des engins actifs dans l'industrie, le transport, l’agriculture, l’exploitation marine et la construction entre-autres.

## Huile deux temps
Une huile 2 temps sert comme lubrifiant de moteur ou de transmission classique mais a la particularité d'être mélangée au carburant et brûlée par le moteur afin d'éviter les « calamines ». L’huile 2 temps contient moins d’additifs que l’huile classique et son point d’éclair est moins élevé (inférieur à 100 °C).

## Graisse
Les graisses sont des mélanges entre des huiles et des minéraux ou des métaux. Il en existe plusieurs sortes : les graisses infusibles composées d’une huile enrichie des composants minéraux comme le calcium et les graisses synthétiques qui résistent aux hautes température et les graisses obtenues par dispersion dans l’huile de savons de métaux comme le lithium ou l'aluminium. Elles sont utilisés dans des équipements comportant des éléments comme les cardans et roulements à billes et chaînes de transmission.
La vaseline par exemple est un lubrifiant, une graisse « propre », incolore et peu adhésive pour les poussières, servant à la fois à faciliter le glissement d'objets en vue de réduire la friction, afin d'en limiter l'échauffement et utilisée aussi lors des rapports sexuels. Elle est utilisée dans les appareillages électriques, machines à coudre, l'entretien du matériel de pêche (moulinets) et de plongée sous-marine, pour protéger les chromes ou pièces polies contre la corrosion, pour lubrifier les armes, serrures, gonds et articulations diverses.